# Yarepotamon guangdongense
Yarepotamon guangdongense е вид десетоного от семейство Potamidae.

## Разпространение и местообитание
Видът е разпространен в Китай (Гуандун).
Обитава сладководни басейни, реки и потоци.